# Hans-Jürgen Kirsch
Hans-Jürgen Kirsch (* 14. Juli 1960) ist ein deutscher Wirtschaftswissenschaftler.

## Wissenschaftlicher Werdegang
Hans-Jürgen Kirsch studierte von 1981 bis 1986 Betriebswirtschaftslehre an der Westfälischen Wilhelms-Universität Münster. Im Anschluss war er bis 1990 wissenschaftlicher Mitarbeiter sowie von 1993 bis 1999 wissenschaftlicher Assistent am Institut für Revisionswesen.
1989 promovierte er bei Jörg Baetge über die Equity-Methode im Konzernabschluss. Im Jahr 1999 folgte die Habilitation mit dem Thema Die Betriebswirtschaftliche Überschuldungsmessung und die Verleihung der Lehrberechtigung für das Fach Betriebswirtschaftslehre durch die Wirtschaftswissenschaftliche Fakultät der Universität Münster.
Von Oktober 1999 bis März 2000 war Hans-Jürgen Kirsch in der Verwaltung der Professur für Unternehmensrechnung an der Universität Hannover tätig. Anschließend übernahm er in Hannover eine Professur und war bis September 2005 Leiter des Lehrstuhls für Rechnungslegung und Wirtschaftsprüfung sowie Direktor des Instituts für Unternehmensrechnung und -besteuerung. Seit September 2005 ist er Direktor des Instituts für Rechnungslegung und Wirtschaftsprüfung der Universität Münster.
Hans-Jürgen Kirsch ist fachlicher Beirat der Fachzeitschrift Die Wirtschaftsprüfung und Mitglied des Rechnungslegungs Interpretations Committees des Deutschen Standardisierungsrats.

## Berufliche Tätigkeiten
Im Jahr 1990 nahm Hans-Jürgen Kirsch an einem Projekt zur Konzernabschlussanalyse bei der Bayerischen Vereinsbank teil. Für Henkel war er von 1991 bis 1993 Referent/Gruppenbevollmächtigter im Bereich Zentralcontrolling, externe Abschlüsse und interne Berichterstattung. Daneben arbeitete er in den Jahren 1993 und 1994 an einem Gutachten zur Bewertung zweier Großkonzerne im Rahmen eines gerichtlichen Spruchstellenverfahrens mit.

## Forschungskooperation
Seit 2000 führt Hans-Jürgen Kirsch regelmäßige gemeinsame Doktorandenseminare mit dem Forschungsteam von Jörg Baetge (Universität Münster) und dem Lehrstuhl für Rechnungslegung und Prüfungswesen von Lothar Schruff (Universität Göttingen) durch. In den Jahren 2000 und 2001 war er außerdem Mitglied einer vom International Auditing Practices Committee der International Federation of Accountants eingesetzten internationalen Forschergruppe zum Thema The Determinants of a Moderate Level of Assurance.